# ميخائيل بروس (لاعب كرة قدم)
ميخائيل بروس (بالألمانية: Michael Prus)‏ هو مدرب كرة قدم ولاعب كرة قدم ألماني في مركز الدفاع، ولد في 4 فبراير 1968 في راينه في ألمانيا. لعب مع شالكه 04.

## وصلات خارجية
- ميخائيل بروس (لاعب كرة قدم) على موقع قاعدة بيانات كرة القدم.إي يو (الإنجليزية)
- ميخائيل بروس (لاعب كرة قدم) على موقع بيانات كرة القدم. دي إي (الألمانية)
- ميخائيل بروس (لاعب كرة قدم) على موقع عالم كرة القدم.نت (الإنجليزية)